# ۲۲۳ (میلادی)
۲۲۳ (میلادی) دویست و بیست و سومین سال تقویم میلادی است.

## درگذشتگان
‎